# Gilberto Carlos Nascimento
Gilberto Carlos Nascimento (São Paulo, 1966. június 14. –) brazil válogatott labdarúgó.

## Nemzeti válogatott
A brazil válogatottban 1 mérkőzést játszott.

## Statisztika
| brazil válogatott | brazil válogatott | brazil válogatott |
| Időszak           | Mérk.             | gól               |
| ----------------- | ----------------- | ----------------- |
| 1988              | 1                 | 0                 |
| Összesen          | 1                 | 0                 |